# Brunei (flygplats)
Brunei (Brunei International Airport), är en internationell flygplats i Bruneis huvudstad Bandar Seri Begawan. Den öppnades 1974 och ersatte då en äldre flygplats från 1953 som bedrevs över sin maximala kapacitet. Flygplatsen är bas för Royal Brunei Airlines och det bruneiska flygvapnet.

## Flygbolag och destinationer
| Flygbolag             | Destinationer |
| --------------------- | --- |
| AirAsia               | Kuala Lumpur–International |
| Cebu Pacific          | Manila |
| Lucky Air             | Kunming |
| Malaysia Airlines     | Kuala Lumpur–International |
| RB Link               | Kota Kinabalu, Kuching, Sandakan, Sibu, Tawau |
| Royal Brunei Airlines | Bangkok–Suvarnabhumi, Beijing–Daxing, Changsha, Dubai–International, Haikou, Hangzhou, Ho Chi Minh City, Hong Kong, Jakarta–Soekarno-Hatta, Kota Kinabalu, Kuala Lumpur–International, London–Heathrow, Manila, Melbourne, Nanning, Seoul–Incheon, Shanghai–Pudong, Singapore, Surabaya, Taiwan–Taoyuan, Tokyo–Narita Säsong: Jeddah |
| Singapore Airlines    | Singapore |